# 星際傳奇
是一部於2000年上映的美國科幻片，由大衛·托伊執導，馮·迪索和朗妲·米契等主演。因為成績亮眼，2004年与2013年分别上映续集《星际传奇2》和《星际传奇3》。

## 劇情
太空船獵人號，在航行中遭隕石擊中不得不迫降在鄰近的行星上，四十名旅客中只有十二人存活，其中包括女船員卡洛琳·佛雷、一名穆斯林長老，以及殺人犯里察·雷迪，和押解他的警員強斯。
當他們在有三個太陽的星球上尋找水源，雷迪逃脫。眾人在搜尋時，其中一名留守乘客齊克，誤殺一名之前迫降星球時飛出船艙的倖存者，在埋葬被誤殺的倖存者時遭到不明生物虐殺。眾人本以為是雷迪下手，但最後發現在這星球地底下有一群畏懼光線，但十分凶惡的異形。二十二年一次的日蝕，在陽光被遮蔽後便會爬上地面。眾人此時已經在研究員原本的基地，發現他們已處於這次日蝕期間，然而太空船已無電源，他們必須回到墜毀的獵人號取電池，卻已來不及了。最後只能靠擁有夜視眼的雷迪帶路，佛雷在這次突圍行動中成為領袖，卻因爲救雷迪而犧牲。
強斯最後也露出猙獰面目，並揭露佛雷曾打算在墜落時拋掉客艙，最後被雷迪擊敗。

## 演員
- 朗妲·米契 飾 卡洛琳·佛雷
- 馮·迪索 飾 里察·雷迪
- 科爾·豪瑟 飾 強斯